# La Puebla de Valverde
La Puebla de Valverde ist eine spanische Gemeinde und ein kleines befestigtes Städtchen mit 465 Einwohnern (Stand: 2024). 

## Lage
Das Städtchen liegt rund 20 km südöstlich von Teruel südlich des Escandón-Passes. Der Verkehrsweg von Teruel an die Mittelmeerküste führte ursprünglich durch die Stadt, heute daran vorbei. Bei La Puebla de Valverde befindet sich die Abzweigung der Straße nach Mora de Rubielos. Das Städtchen liegt auf einem breiten langgezogenen Hügel, der nach Westost ausgerichtet ist. Die Stadtmauer ist erhalten.

## Geschichte
Das Städtchen wurde im Rahmen der Reconquista im 13. Jahrhundert gegründet und 1265 erstmals erwähnt. Es war am Camino Real nach Valencia und diente dem Schutz der Südgrenze von Aragonien gegen das damals noch muslimische Königreich Valencia.

## Sehenswürdigkeiten
- Stadtmauer, im Speziellen das Tor in Richtung Valencia und das Tor in Richtung Teruel
- Pfarrkirche Santa Emerencia aus dem 16. Jahrhundert
- Dinosaurierfundstelle